# Win Myint
Win Myint (8 de novembro de 1951) é um político birmanês e ex-prisioneiro político, serviu como o 10.° presidente de Mianmar de 2018 até ser removido cargo por um golpe de estado em 2021. Foi o Presidente da Câmara dos Representantes de Mianmar de 2016 a 2018. Ele também atuou como membro do parlamento da Câmara dos Deputados de 2012 a 2018. Win Myint é visto como um importante aliado e substituto do conselheiro de Estado Aung San Suu Kyi, que é uma política de oposição birmanesa, vencedora do Prêmio Nobel da Paz em 1991 e secretária-geral da Liga Nacional pela Democracia (LND). Suu Kyi é a terceira dos filhos de Aung San, considerado o pai da Birmânia moderna (atual Mianmar).

## Infância e educação
Win Myint nasceu na aldeia de Nyaung Chaung, Danubyu, região de Ayeyarwady, Birmânia, onde viveu com os pais Tun Kyin e Daw Than. É formado em geologia pela Universidade de Artes e Ciências de Rangum. Casou-se com Cho Cho e o casal tem uma filha, Phyu Phyu Thin, consultora sênior da City Mart Holdings.

## Carreira política

### Revolta de 1988 e eleição de 1990
Depois de se formar em geologia pela Universidade de Artes e Ciências de Rangum, Win Myint tornou-se advogado sênior do Supremo Tribunal em 1981 e tornou-se advogado do Supremo Tribunal de Mianmar em 1985. Foi preso por seu papel na Revolta do dia 8 888 e foi descrito por alguns que o conheceram como um livro fechado.
Fora da prisão a tempo das eleições gerais de 1990 em Mianmar, que os militares anularam mais tarde, ele concorreu com êxito ao distrito de Danubyu, na região de Ayeyarwady, ganhando a maioria de 20 388 (56% dos votos), mas nunca foi permitido a assumir o assento.

### Eleição 2012 e eleição 2015
Retomou a sua carreira política nas eleições de 2012 em Mianmar, ganhando um Pyithu Hluttaw, assento da câmara baixa no distrito eleitoral de Pathein, e depois se tornou secretário do comitê de estado de direito do parlamento. Nas eleições gerais de 2015 em Mianmar, ele foi eleito como deputado de Pyithu Hluttaw para o município de Tamwe. Atuou como Presidente da Câmara dos Representantes de Mianmar de 2016 a 2018.

## Presidência
Após a renúncia de Htin Kyaw ao cargo de Presidente de Mianmar, Win Myint renunciou ao cargo de Presidente da câmara dos deputados em 21 de março de 2018, um movimento visto por muitos como uma preparação da Liga Nacional pela Democracia para Win Myint a ser apresentado como candidato a presidência. Ele foi sucedido por seu vice T. Khun Myat. A câmara confirmou a eleição de Win Myint como nomeado para vice-presidente da Câmara dos Deputados em 23 de março de 2018, abrindo caminho para Win Myint entrar no processo de eleição para o próximo Presidente de Mianmar. Ele derrotou o candidato do Partido da Solidariedade e Desenvolvimento da União, Thaung Aye, com 273 votos contra os 27 deste último. Win Myint foi eleito o 10º Presidente de Mianmar em 28 de março de 2018, com 403 dos 636 parlamentares votando nele.
Em 17 de abril de 2018, Win Myint concedeu anistia a 8 500 prisioneiros, incluindo 51 estrangeiros e 36 presos políticos.
Em 1 de fevereiro de 2021, Myint foi derrubado do poder após um golpe orquestrado pelas força armadas do país.